# Historia de San Sebastián
Consta la existencia de asentamientos romanos (de alrededor de los años 50-200 d. C.) en la actual Parte Vieja de la ciudad, según excavaciones realizadas en el convento de Santa Teresa, en las faldas del Monte Urgull. En el mismo lugar se han constatado restos ya desde del siglo X, anteriores, por tanto, a la fundación de la villa y a las primeras menciones escritas.
Las primeras noticias escritas de San Sebastián hacen referencia a un monasterio de Sanctu Sebastianus situado en la loma que hoy ocupa el palacio de Miramar. A los terrenos de la zona, o al menos a una parte de ellos, se le conocía con el nombre de Izurun.
Si bien se desconoce su fundación, el primer dato lo aporta un documento, considerado como modificado, o falso, por algunos historiadores españoles y auténtico por histioriadores británicos y estadounidenses, del año 1014 de Sancho el Mayor de Navarra, según el cual, el monasterio de San Sebastián se pone en manos del abad de Leyre y obispo de Pamplona. Dicho documento será confirmado, en 1101, por el rey Pedro Ramírez (Pedro Sánchez I, rey de Navarra y Aragón).
En los siglos XI y XII, el monasterio de San Sebastián El Antiguo, al mismo tiempo que centro espiritual, lo era de la naciente vida social y administrativa de la población de esta zona. Con vistas a reforzar las fronteras y hacer realidad un viejo sueño, la creación de un puerto por el cual pudiera comerciar y explotar las lanas navarras y aragonesas, y dado que tal puerto precisaría ser defendido por un burgo amurallado, el monarca navarro Sancho VI (conocido como 'el Sabio') decidió aplicar a San Sebastián, hacia 1180, el mismo Fuero que tan eficazmente había servido para repoblar Jaca (1135) y Estella (1164). De este modo el centro del núcleo urbano, que estaba en vías de formación en el Antiguo, se desplaza al pie del monte Urgull, por obra del citado fuero. Este acontecimiento se considera, por lo tanto, el momento de la fundación de la ciudad.

## Desarrollo económico y portuario
La ciudad de Bayona, sur de Francia, que funcionó durante mucho tiempo como puerto de Navarra, se encontró en el siglo XI con un puerto inservible, cegado por las arenas de las Landas. Estos acontecimientos, unidos a las ventajas del reciente fuero, dieron lugar a una importante emigración gascona (burguesía de armadores y comerciantes de Bayona), que pronto ocupó y rigió la vieja Izurum romana, al amparo de las murallas, que por entonces ya se conocía como villa de San Sebastián.
La villa de San Sebastián nace para ser puerto de Navarra, e inicialmente cumple su misión como tal. Pero no habían transcurrido muchos años, cuando en 1194, al acceder al trono Sancho el Fuerte en Navarra, se plantea una crisis entre ésta y San Sebastián. Guipúzcoa a partir del año 1200, por el interés comercial, acuerda vasallaje con el rey castellano Alfonso VIII, enemigo de Sancho el Fuerte. San Sebastián pasa a servir de salida al mar de una monarquía, la castellana, mucho mayor, más rica y en plena expansión.
Los Reyes de Castilla contarán en 1248 por primera vez con fuerzas navales de San Sebastián, que tomarán parte en inutilizar la escuadra de moros y el Puente de Barcas, situado donde hoy se encuentra el puente de Triana, cuyo resultado fue la rendición de la ciudad de Sevilla.
Alfonso VIII jurará los fueros e iniciará la larga serie de privilegios otorgados a San Sebastián, tendentes a mantener unos vivo el tráfico navarro y otros una situación privilegiada de los comerciantes donostiarras en el mercado castellano.
Sus sucesores, Fernando III y, en 1256, Alfonso X el Sabio, efectuarán nuevas fundaciones de villas, cuyo objetivo, entre otros, será garantizar la seguridad y dotar de una infraestructura al camino que, atravesando Álava y Guipúzcoa, une a Castilla con el puerto de San Sebastián. Ello posibilitó un tráfico comercial mayor y más fluido procedente de Castilla, que, junto con el de Navarra, serán la base de la prosperidad de San Sebastián.
Esta prosperidad es la que la hará resurgir de los múltiples incendios que padecerá a partir de 1266, llegando a arder por completo seis veces en dos siglos y cuarto.

## Guerras y declive comercial
El antagonismo anglo-francés dará lugar a la Guerra de los Cien años. Ambas potencias buscarán la alianza con Castilla, debido a su potencial naval, inclinándose Alfonso XI abiertamente por el lado francés (tratado de 1336 y posteriores de 1345). Pero todo ello sin romper con los ingleses, manteniéndose de esta forma las relaciones comerciales entre Aquitania, de dominio inglés, y Guipúzcoa.
La lucha fratricida de los reyes Pedro I de Castilla y Enrique el de las Mercedes provocó en Guipúzcoa la división del resto de la provincia frente a San Sebastián, Motrico y Guetaria. Mientras que Guipúzcoa, que ya contaba con una Hermandad dominada por los "Parientes Mayores", opta por Enrique, San Sebastián, población burguesa, limpia de linajes oligárquicos y que viene adoptando una postura activa contra los "Parientes Mayores", optará por Pedro I.
A la muerte de éste, en 1369, asesinado por su hermanastro Enrique de Trastámara, y tras la subida al trono del bastardo Enrique, la Corona de Castilla se entregará a una decidida alianza con el monarca francés. Esta toma de postura originó una frontera de tensión con la Aquitania inglesa, viéndose, por tal motivo, fuertemente afectadas las relaciones comerciales entre Aquitania y San Sebastián.
Por otra parte, el periodo de los Trastámaras es para Guipúzcoa el de máximo desorden dentro de la Guerra de los Bandos: la etapa en que oñacinos y gamboínos se entregan a sus trágicas rivalidades, lo que significará para los donostiarras dificultades en el comercio interior.
Un nuevo elemento, negativo, se unirá a estos dos, y es que Navarra, parte principal y rica del comercio con el puerto de San Sebastián, evolucionará, por motivos dinásticos, en dirección francesa.
Estas tres causas trajeron para San Sebastián, en la segunda mitad del siglo XIV, una consecuencia grave, el desplazamiento de las principales líneas de tráfico hacia Bilbao, sustituyendo a San Sebastián como centro de gravedad del tráfico comercial.
Durante este largo periodo, en el que la provincia entera está ensangrentada con la Guerra de los Bandos, y en el que las villas intentan coaligarse para hacerles frente, San Sebastián es un reducto de paz. Dentro de sus murallas los burgueses donostiarras pueden vivir tranquilos, pero fuera de ellas y en sus contornos más inmediatos, la prepotencia dinástica y económica de los "Parientes Mayores", oligarquías que obtenían su poder de la naciente industria ferrona, va debilitando la periferia donostiarra, dando lugar a una reducción del término municipal. Primero será Fuenterrabía, más tarde Oyarzun, después Hernani, Andoáin, Orio, Usúrbil, etc., los municipios que sucesivamente se segregarán de San Sebastián.
En enero de 1489 un incendio redujo a cenizas la villa. Este desgraciado acontecimiento tuvo como medida la construcción en piedra de la villa. Este incendio sería el último de la época medieval de San Sebastián. Ya no se producirá una quema total hasta 1813.

## De emporio mercantil a plaza militar

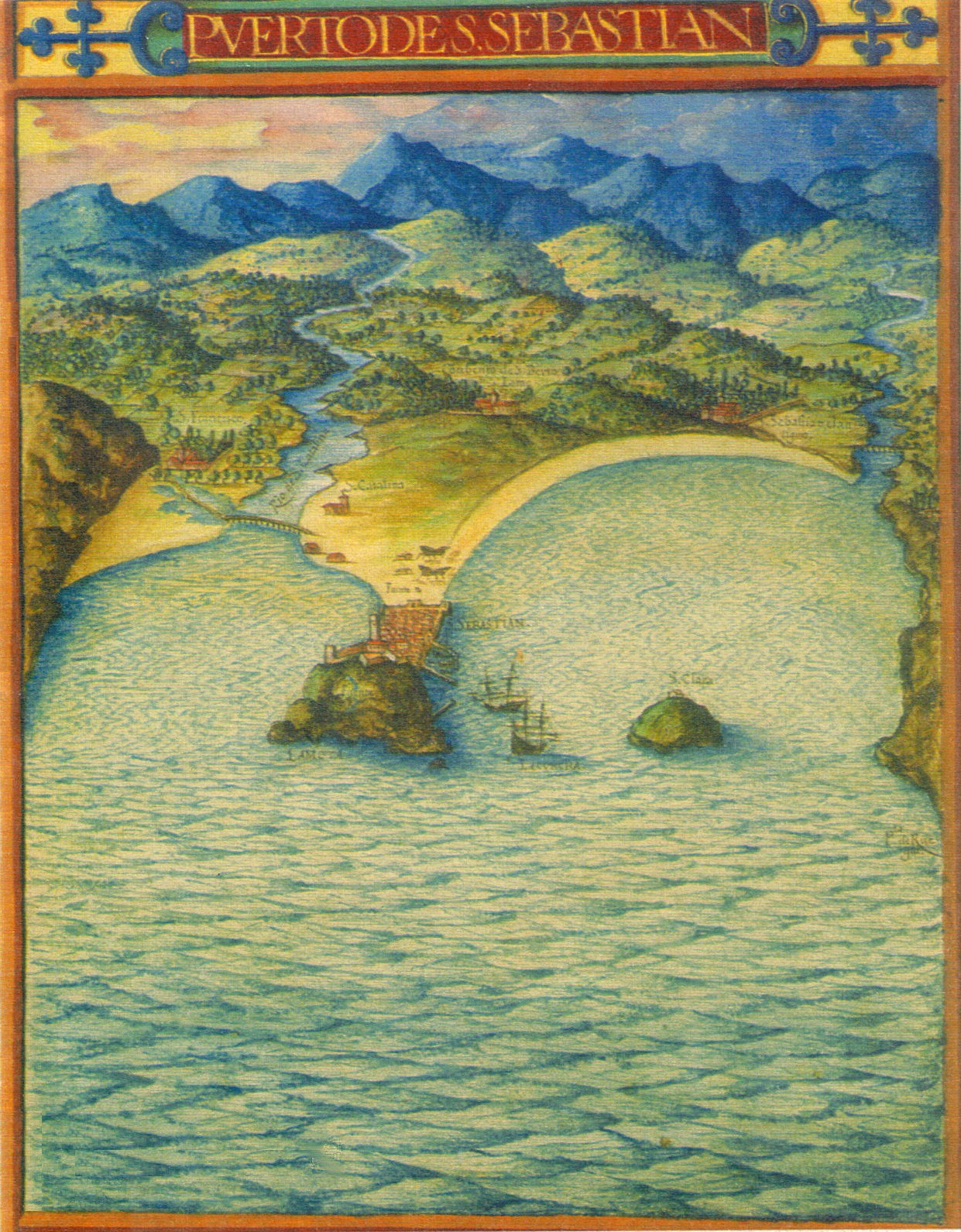
Cartografía de San Sebastián, encargada por Felipe IV en 1622.

Tras la catástrofe de 1489, más que de una reconstrucción de la villa hay que hablar de una nueva forma de vida de la colectividad donostiarra. A partir del último cuarto del siglo XV, San Sebastián, de ser un emporio mercantil, pasará, por su situación estratégica, a ser plaza militar; y su puerto principal, Pasajes, pasará de ser esencialmente comercial, a cumplir las funciones de base naval de la Escuadra Cantábrica, fuerza marítima que mantendrá durante siglos (hasta el XIX) la lucha contra las escuadras francesa, holandesa y británica.
Este nuevo papel de San Sebastián como fortaleza, encargada de frenar las acometidas de los franceses, dará lugar a que la villa tome nuevos derroteros, por los cuales ganó los títulos de Noble y Leal.
En el periodo entre los Reyes Católicos y Felipe V, trescientos años aproximadamente, la villa sufrirá numerosos sitios.
Este continuo estado de guerra supone para San Sebastián un fuerte deterioro de su economía, motivado por los gastos en las fortificaciones, el mantenimiento de la guarnición y la continua caída del comercio marítimo, que, a partir de 1573, se agrava aún más, pues Sevilla adquirirá el monopolio de las transacciones con América.
Después de llevar dos siglos cumpliendo heroicamente su misión bélica, Felipe IV, en 1662, le concede el título de Ciudad.
Con este mismo monarca, Felipe IV, en 1659 se logra la paz con Francia, llamada "de los Pirineos", motivo por el cual las clases dirigentes de San Sebastián se aprestan a su antigua dedicación mercantil. Así se funda en 1682 el Iltre. Consulado y la Casa de Contratación, que prestará notables servicios al comercio y navegación de Guipúzcoa.
Pero todo ha sido un espejismo, la guerra continúa y debe fortificarse la ciudad, surgiendo así una enconada discusión entre quienes son partidarios de mantener las murallas como elemento defensivo y quienes abogan por centrar la defensa en el castillo.
Estando en esta discusión, llegan al año 1719 en que, por primera vez, San Sebastián es tomado por un fuerte ejército francés mandado por el Duque de Berwick, quien se encontró una ciudad débil en fortificaciones y una pequeña guarnición con escasez de víveres y munición. La ciudad estuvo ocupada por una guarnición de 2.000 soldados franceses hasta el 25 de agosto de 1721 en que, por el Tratado de La Haya, fue evacuada.

## Recuperación económica
Los siguientes setenta años de paz, con la fundación de la Compañía Guipuzcoana de Caracas en 1728, y el restablecimiento en 1788 del libre comercio con América, serán también años de recuperación económica. En dicha fundación están presentes los intereses del Estado, que quiere volver a controlar el comercio americano, y los intereses del grupo comerciante donostiarra, que busca una salida a su vapuleado comercio al perder el tráfico de la lana castellana (monopolio de Bilbao) y navarra (desviado a Bayona).
Paralelamente se da una dejación de las defensas de la ciudad, cada vez más anticuadas e inservibles, y un crecimiento de la población, originándose un problema serio de espacio en el interior de las murallas, llegando a plantearse un primer ensanche, que no se ejecutará hasta el siglo XIX.

## Guerra de la Independencia y destrucción
Nuevamente, y con motivo de la guerra contra la Convención Francesa, San Sebastián, mal defendida por aquellas ineficaces murallas, y sin contar con ningún intento de defensa por parte del Gobernador Militar, el General Molina, fue ocupada por los franceses el 4 de agosto de 1794. Las tropas de la Convención dejaron un ejemplar de la guillotina, instalada posteriormente en la Plaza Nueva (hoy de la Constitución), y que fue utilizada con algunos desertores.
Ocupada San Sebastián, en 1808, por las tropas napoleónicas durante la Guerra de la Independencia, y nombrado José I (José Bonaparte) soberano de España, entró el 9 de junio en San Sebastián, recorriendo la calle Narrica, en la que permanecieron todas las ventanas cerradas.
El 22 de junio de 1813, mientras el grueso del ejército napoleónico en retirada cruzaba la frontera, el general francés Emmanuel Rey se hizo cargo con 2.600 soldados del mando de la plaza. Los aliados, las tropas anglo-portuguesas, bajo el mando directo de Sir Thomas Graham y teniendo por generalísimo al Duque de Wellington, con un fuerte contingente de tropas y armas, sitiaron y dejaron aislada a la ciudad.
Desde este momento y hasta la toma de la ciudad el 31 de agosto, se dan, por ambas partes, los movimientos tácticos previos al combate. Mientras los franceses desalojan de la plaza a millares de afrancesados que se habían alojado en San Sebastián, invitan a la población a evacuarla, toman el convento de San Bartolomé e incendian las casas extramuros. Las tropas anglo-portuguesas van cerrando el cerco y posicionando todas las baterías.
El primer asalto a la ciudad se produce el 25 de julio, una vez que han considerado que los proyectiles lanzados han abierto una brecha suficientemente amplia, asalto que es rechazado por los franceses produciendo numerosas pérdidas a las tropas anglo-portuguesas.
El 4 de agosto, veintiún vecinos que habían podido salir de San Sebastián antes de producirse el sitio, envían al Duque de Wellington una exposición de la situación en la que se encuentra la ciudad, debido al asedio, e interceden por sus vecinos y por la propia ciudad. Wellingtón recibió el mensaje, que fue respondido por el militar vitoriano Miguel Ricardo de Álava, que era ayudante de campo del propio Wellington. El general Álava les aseguró que "El Lord" (Wellington) no le deseaba ningún mal a la ciudad (Lo que probablemente era cierto, porque necesitaban capturar la ciudad y el puerto lo más intactos posible para desembarcar allí tropas y suministros, lo más cerca posible de la frontera con Francia) pero que si la ciudad era tomada al asalto, era muy posible que las tropas se lanzasen al saqueo.
A las dos de la madrugada del 31 de agosto de 1813, y después de varios días de intenso bombardeo, en que se logra un mayor ensanchamiento de la brecha (la misma por donde entraron en 1719 las tropas francesas), se inició la operación de asalto formada por una columna de voluntarios, denominados "los desesperados". Estos, cuando llegan a la parte alta de la brecha abierta en la muralla, se encuentran con la sorpresa de hallarse a cuatro metros de altura sobre el suelo del interior de la misma, aprovechando los franceses este desconcierto para acribillarlos sin titubeos.
Cuando una nueva retirada parece lo más acertado, un incendio fortuito y el estallido de un depósito de munición francés crea la confusión en este bando. Suceso que es aprovechado por los asaltantes, obligando a replegarse a las tropas francesas hacia el Castillo, donde capitularán el 8 de septiembre.
En este período la tropa aliada incendió, saqueó, violó y asesinó. El saqueo duró seis días y medio, salvándose del incendio solo las dos parroquias y treinta y cinco casas, situadas en la calle Trinidad, que por tal motivo en la actualidad lleva el nombre de 31 de agosto. Estas casas se salvaron del incendio por su posición periférica y la dirección del viento.
El censo de habitantes, que antes del asedio ascendía a unos 5.500, había descendido a 2.600.
Dos lápidas se pusieron con motivo de aquel triste suceso, una en la entrada de la calle San Jerónimo, en la que se culpa claramente a los aliados, y otra que fue descubierta por el embajador del Reino Unido en el patio de armas del Castillo, el 31 de agosto de 1963.

## Reconstrucción y capitalidad
Los vecinos más representativos se reunieron en las afueras, en Zubieta, y decidieron reconstruir la ciudad.
Digno de resaltar, en esta labor de reconstrucción, será el arquitecto Pedro Manuel de Ugartemendía. En 1816 se aprueba la planta definitiva y se producirá un enfrentamiento entre militares y civiles, sobre cómo debía plantearse la ciudad, sobre la conveniencia o no de mantener las murallas como elemento defensivo. La obra se hará bajo la protección del rey Fernando VII, quien mantendrá las murallas.
La división del reino en cincuenta y dos provincias establece la capitalidad de Guipúzcoa en San Sebastián, hasta entonces ésta se había turnado entre San Sebastián, Tolosa, Azpeitia y Azcoitia, en función de dónde se realizaban las reuniones de Juntas y residiera el Corregidor (representante del rey en la Provincia).
Con la invasión en 1823 de los Cien Mil Hijos de San Luis, se establecerá el régimen absolutista, que traerá como consecuencia el traslado de la capitalidad de Guipúzcoa a Tolosa. En 1854 se declara a San Sebastián capital de la provincia. Se decide el retroceso de las aduanas al Ebro, medida que beneficia a la provincia, y el cierre de San Sebastián como puerto habilitado para el comercio con América.

## San Sebastián liberal
En la provincia se van formando dos bandos, carlistas y liberales, estos últimos partidarios de la Constitución. Ambos defendían los fueros, pero de diferente manera. San Sebastián optará por el liberalismo frente a la mayor parte de la Guipúzcoa rural.
El 29 de septiembre de 1833, a la muerte de Fernando VII hereda el trono su hija Isabel, de tres años. Dos días después de la muerte de su hermano, Carlos reivindicará sus derechos al trono. El Ayuntamiento de San Sebastián será el primero que reconozca a Isabel como soberana de España, proclamándola reina ante su retrato en la Plaza Nueva (hoy de la Constitución), el día 2 de octubre.
Producto de esta situación es el comienzo de la Primera Guerra Carlista, llamada "La de los Siete Años".
El 6 de diciembre de 1835 los carlistas se situarán a las puertas de la ciudad, solicitando su rendición. Ante su negativa comenzarán a bombardearla. San Sebastián, que para proteger la causa liberal contaba desde el 10 de julio de 1835 con una legión inglesa al mando del general sir Lacy Evans, defendió la ciudad sufriendo numerosas bajas. Cumplido su cometido, la legión inglesa fue disuelta y volvió a su patria en 1838, dejando detrás numerosos muertos y heridos.
En su honor se inauguró, el 28 de septiembre de 1924 el denominado Cementerio de los Ingleses, que se instaló en el monte Urgull. El alojamiento de esta tropa estuvo en Ategorrieta, donde posteriormente se levantó el colegio de Notre-Dame, a cuya plaza vecina denominaban Constitution Hill. Como protesta contra el absolutismo carlista los caseros de la zona lo traducirán como "muera la Constitución" (hil en euskera significa muerte).
En 1839 se da el Convenio de Vergara entre Maroto, jefe de las fuerzas carlistas, y Espartero, poniéndose fin a la guerra. Cumpliendo lo establecido en el Convenio, una vez reunidas las Cortes Españolas, reconocerán el régimen foral de las provincias vascas.

## Derribo de las murallas y expansión
El crecimiento demográfico donostiarra, 9.000 vecinos en el casco urbano, genera serios problemas de hacinamiento a quienes viven dentro de sus murallas. Fueron necesarios ocho años de gestiones y enfrentamientos con los militares, que se aferraban a mantener las murallas, para que al fin y gracias a la intercesión de los generales Prim y Lerchundi llegue la noticia tan esperada por el cabildo municipal y los vecinos: la orden de derribo de las murallas. Esta será enviada al alcalde Eustasio Amilibia, quien estando en el Teatro Principal, recibe un telegrama del duque de Mandas, comunicándole el acuerdo del Gobierno accediendo al derribo de las mismas.
El 4 de mayo de 1863, a los acordes de una marcha expresamente realizada para tal acontecimiento, se procede a quitar la primera piedra que, hecha pedazos, se repartirá entre los invitados de primera fila.
Este es otro de los momentos importantes a través de la historia, en que San Sebastián cambia de orientación. Terminada su etapa como fortaleza pasará a cumplir la función de capital de la provincia, comenzando su expansión reflejada en el Plan de Antonio Cortázar para la nueva ciudad. Plan que generará fuertes polémicas entre los partidarios de un bulevar o alameda que separe lo antiguo de lo nuevo (bulevaristas) y los no partidarios (antibulevaristas).

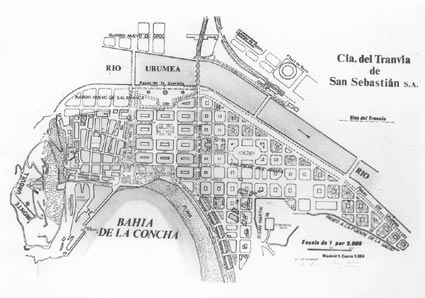
Plano de la ciudad hacia 1888 editado por la Compañía del Tranvía de San Sebastián, creada en 1886, primera compañía en electrificar todas sus líneas en España

En 1872 empieza la tercera guerra carlista. Ante esta nueva amenaza, San Sebastián construyó en 1873 un nuevo muro defensivo desde Santa Catalina hasta San Bartolomé, en sustitución de las desaparecidas murallas.
En 1875 unos 5000 carlistas inician el bombardeo de la ciudad. Desde el monte Urgull se avistaban los fogonazos, hecho que era puesto en conocimiento de la población con una campana, lo que concedía catorce segundos para que los donostiarras se pusieran bajo resguardo de los proyectiles. El día de San Sebastián de 1876, uno de ellos cayó en el Teatro Principal, en la vivienda que como conserje ocupaba el popular poeta vasco Indalecio Bizkarrondo, conocido por Bilintx, destrozándole las dos piernas, lo que causará su muerte. Este fuerte bombardeo también provocará el exilio de uno de los futuros fundadores de la ciudad argentina de Necochea, el donostiarra Pedro José Iraola, fundada efectivamente por emigrantes vascos en 1881.
En 1876, terminada la última guerra carlista, queda abolido el régimen foral, que será sustituido por diferentes conciertos económicos, vigentes hasta 1936.

## Ciudad de veraneo de la corte

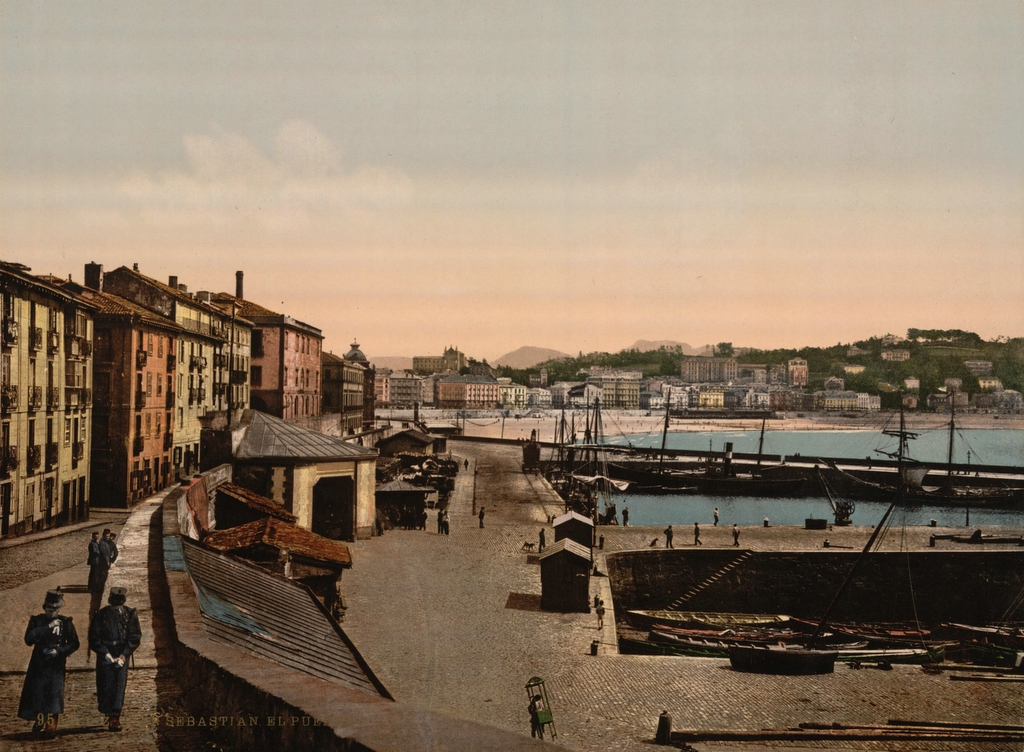
Vista del puerto de San Sebastián en 1890, con la Bahía de la Concha al fondo.

A la muerte del rey Alfonso XII, en 1885, su viuda la Reina Regente María Cristina traslada todos los veranos la corte a San Sebastián, residiendo en el Palacio de Miramar. El Ayuntamiento de San Sebastián le nombrará alcaldesa honoraria en reconocimiento a la gran labor en favor de la ciudad. Más adelante, ya en pleno desarrollo del Ensanche Cortázar, la construcción del Casino en 1887 aumentará el número de veraneantes.

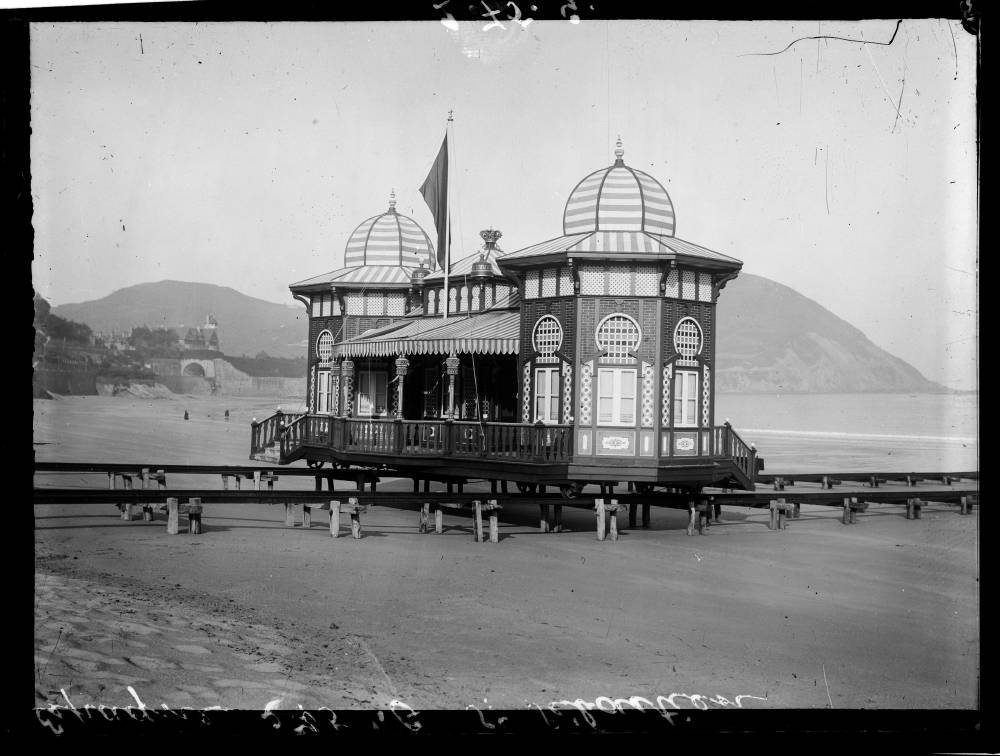
Fotografía antigua de detalles de la playa en San Sebastián, foto de 1908.

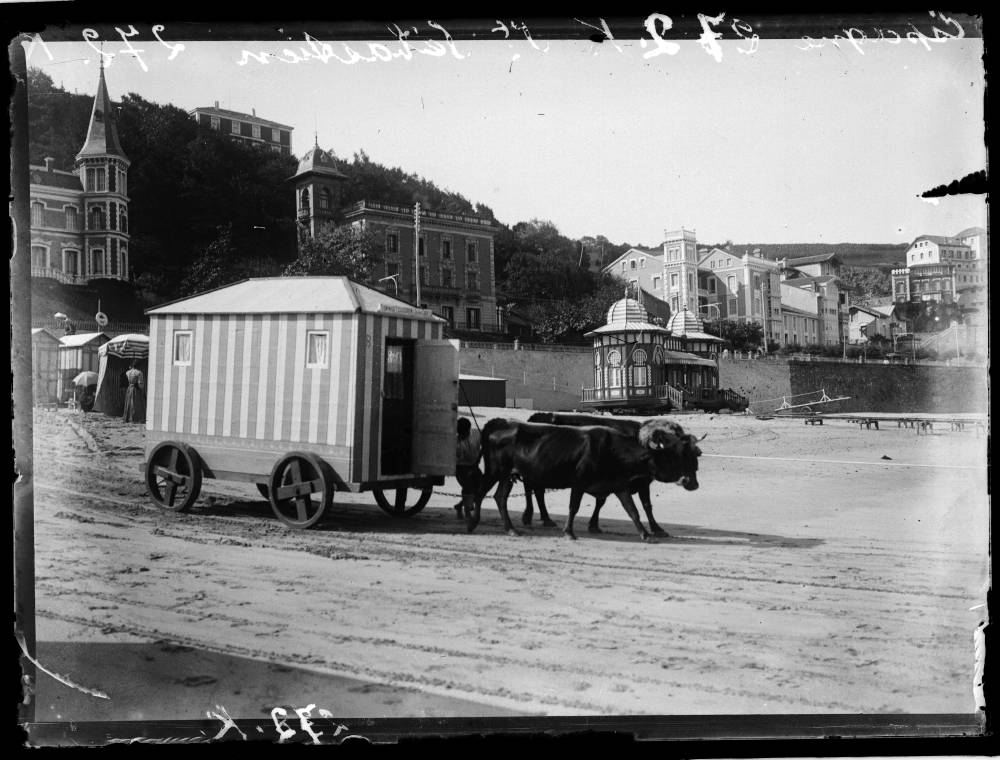
Fotografía antigua de detalles de la playa en San Sebastián, foto de 1908.

A principios del siglo XX San Sebastián mantiene la tendencia de finales del siglo anterior, en la línea de su perfeccionamiento como capital de verano y centro administrativo y político de la provincia, cuyos municipios experimentan un fuerte aumento demográfico y un importante avance en su industrialización. Serán años también de consolidación de la banca, con la constitución de diferentes bancos y cajas de ahorro.
Asimismo a principios de siglo, en 1904, surgen en San Sebastián los primeros núcleos del nacionalismo.
En la capital guipuzcoana se llevarán a cabo iniciativas en diferentes áreas: parques y espacios de ocio (Ulía, Igueldo, playa de Ondarreta, adquisición de la fortaleza de Urgull...), instalaciones asistenciales, transporte público..., llegando en los años veinte a intervenir incluso en las áreas de su entorno, con la construcción del campo de golf, del circuito automovilístico en Lasarte y del hipódromo en Zubieta.

## Esplendor y declive
En 1914, y con el inicio de la I Guerra Mundial, San Sebastián se convierte en la ciudad más cosmopolita de Europa. En su Casino se darán cita todos los personajes de la vida europea, Mata Hari, León Trotski, Maurice Ravel, Romanones, Pastora Imperio, el torero de fama, el banquero ostentoso...; son los tiempos de la "belle époque" donostiarra, y en San Sebastián actúan la compañía francesa de opereta, los ballets rusos, cantantes de ópera y muchos otros artistas famosos.
A consecuencia de la I Guerra Mundial se consolida la creciente industrialización de la comarca, dando lugar a un importante movimiento migratorio, base de importantes grupos proletarios de donde surge el movimiento obrero. Ante la represión de la dictadura de Primo de Rivera (1923 a 1930), las organizaciones obreras vascas atravesarán un período de crisis, descendiendo el número de afiliados de UGT en San Sebastián de 4.000 a 2.700.
En 1925 se prohíbe el juego y el Casino es cerrado. El factor veraneo también va perdiendo fuerza, mientras va creciendo la función de San Sebastián como capital de provincia en sus tareas de administración pública y servicios, cada día más crecientes. En esta década la capital cuenta con más de 61.000 habitantes.
En 1930 los jefes de los distintos partidos políticos republicanos se reúnen en San Sebastián para acordar un frente y un ideario comunes, conocido como el Pacto de San Sebastián, que dará al traste con la monarquía y traerá la república.

## San Sebastián en el franquismo
Al poco de estallar la Guerra Civil, el 13 de septiembre de 1936 cae San Sebastián en manos de los nacionales.
Siguen unos años críticos, con escasez de alimentos y gasolina, racionamiento de tabaco, falta de material en las industrias, colas para la adquisición de muchos artículos...
Una vez finalizada la guerra, se crea en 1939 la Quincena Musical, cuya sede inicial se fija en el Teatro Kursaal, desplazándose en 1940 al Teatro Victoria Eugenia. A través de ella se ofrecerán grandes espectáculos y la actuación de grandes figuras de la música.
El franquismo mantendrá a San Sebastián el papel de ciudad veraneante. Franco residirá el mes de agosto desde 1940 a 1975 en el Palacio de Ayete, que comprado por el Ayuntamiento fue ofrecido al Jefe del Estado. Durante este período se celebran en dicho lugar los Consejos de Ministros.
En la década de los años cuarenta e inicio de los cincuenta se reemprende el desarrollo de la ciudad, con el proyecto de Ensanche del barrio de Eguía y el inicio de la construcción del de Amara, en las marismas del Urumea.
En 1950 San Sebastián cuenta con 113.776 habitantes, lo que supone un 30% del total provincial.

## Arte y festival de cine
En esta época comienza a configurarse la idea de una caracterización del artista vasco. Surge en San Sebastián la Asociación Artística Guipuzcoana. Son años dorados para el teatro amateur de la ciudad, estrenándose todos los domingos una nueva obra.
Con la celebración del primer Festival Internacional de Cine en 1953, San Sebastián será lugar de encuentro de gentes del séptimo arte, pasando por ella Audrey Hepburn, Ava Gardner, Gregory Peck, Alfred Hitchcock, Vittorio Gassman, Charlton Heston,...
En estos años el entonces Príncipe de España, Juan Carlos de Borbón y Borbón, y su hermano el Infante Don Alfonso residen en el Palacio de Miramar.

## Expansión territorial y demográfica
En la década de los sesenta se desencadena un fuerte proceso de expansión urbana, con la construcción de gran cantidad de viviendas, debido a un importante fenómeno de inmigración que atraía la naciente industria y al incremento del índice de natalidad en la provincia. La ciudad continúa su consolidación con el desarrollo del Ensanche de Amara.
Tanto San Sebastián como su área periférica se convierten en receptores de importantes corrientes migratorias, procediendo más del 40% de fuera del País Vasco. Los barrios de Alza, Amara, Gros y Eguía, de mayor volumen demográfico, son los que reciben mayor porcentaje de emigrantes.
Este flujo migratorio, unido al carácter de capital veraniega de la ciudad, provocará una fuerte demanda de suelo, convirtiendo a la inversión inmobiliaria en una fuente segura y lucrativa de ingresos.
En 1965 San Sebastián sufrirá uno de los temporales más fuertes del siglo; las olas de más de 15 m de altura pasarán por encima del puente del Kursaal, quedando las calles de la Parte Vieja inundadas a la hora de la pleamar.
El Ayuntamiento donostiarra se sumará en 1966 a la iniciativa de aprobar una moción, solicitando la supresión del decreto de 1937 por el que se dejaba a Guipúzcoa sin los Conciertos Económicos.
En esta misma fecha se creará el Festival de Jazz de San Sebastián, único existente en España durante años.
En la década de los sesenta San Sebastián, núcleo del renacimiento cultural vasco y del movimiento político nacionalista, será escenario de numerosas manifestaciones, con estados de excepción por decreto en 1968 y 1969. Dicha situación se prolongará durante los años setenta, en especial una vez llegado el final de la etapa franquista (1975).
Con la reforma política surgida tras dicho período y con la aprobación del Estatuto de Guernica, se establece un nuevo Concierto Económico en 1981.
La capital seguirá desempeñando sus funciones administrativas, culturales, comerciales y turísticas, mientras algunos barrios y los pueblos de la comarca asumirán funciones industriales, de pequeños servicios y residenciales para la clase trabajadora.